# Чемпионат Европы по плаванию в ластах 1967
1-й чемпионат Европы по плаванию в ластах прошёл в итальянском городе Анджера с 4 по 5 августа 1967 года.

## Медалисты

### Мужчины
| Дисциплина      | Золото                | Золото   | Серебро                | Серебро  | Бронза              | Бронза   |
| --------------- | --------------------- | -------- | ---------------------- | -------- | ------------------- | -------- |
| 40 м в ластах   | Сергей Тарасов · СССР | 18.30    | Георгий Лысенко · СССР | 18.90    | А. Анфосси · Италия | 19.10    |
| 1000 м в ластах | Сергей Тарасов · СССР | 12:48.30 | Е. Кальзони · Италия   | 13:14.50 | Борис Попов · СССР  | 13:14.80 |